# Přechod Země
Přechod Země (anglicky „Transit of Earth“) je krátká sci-fi povídka britského spisovatele Arthura C. Clarka z roku 1971.

## Námět
Kosmonaut během nehody ztratí šanci na svou záchranu. Je uvězněn na povrchu Marsu a jediné, co může udělat je zaznamenat přechod Země s Měsícem přes sluneční kotouč. Děj se odehrává v alternativní historii.

## Příběh
Kosmonaut Evans nahrává záznam a poselství pro příští misi. Při jejich přistání povolil permafrost a pětičlenná posádka rakety zůstala uvězněná na povrchu Marsu. Nemají šanci na záchranu, dochází jim kyslík. Mohou pouze sledovat, jak se kosmická loď Olympus odpoutává od Phobosu a směřuje k Zemi. Čtyři členové výpravy na Mars již zemřeli, teď je na řadě Evans. Může si zvolit vlastní smrt - udušením (stoupající obsah CO2), vyjít do vzduchoprázdna bez kyslíku nebo si vzít tabletku s jedem. Je to těžké dilema.
Než se tak stane, splní poslední vědecký úkol, stane se svědkem přechodu Země přes Slunce. Zachytí událost teleskopem s připevněným rekordérem a odešle data na Zemi. Píše se rok 1984 a on bude prvním člověkem, který tuhle scenérii uvidí. Další podmínky k tomuto úkazu nastanou až za 100 let, kdy budou Slunce, Země i Mars v jedné přímce. Evans se dostane do historie.
Po nafilmování přechodu se Evans rozhodne, že si vezme marsovské vozítko a odjede zemřít do pustin Chaosu II, území, které chtěli vědci prozkoumat, neboť zde zaznamenali formy života.

## Česká vydání
Česky vyšla povídka v následujících sbírkách nebo antologiích:
- Směr času (Polaris, 2002)[1]
- Playboy - antologie sci-fi povídek (BB Art 2003, 2009)

### Související článek
- Phobos
- Deimos